# KS Pictures
KS Pictures es una compañía productora de cine fundada en 2015 por el director Keith Sutliff.
Dentro de sus producciones se incluyen los cortometrajes Suitcase City, West 32nd Street y la película The Mason Brothers